# Martha Wells
Pour les articles homonymes, voir Wells.
Œuvres principales
- La Mort du nécromant
- Défaillances systèmes
- Schémas artificiels

Martha Wells, née le 1er septembre 1964 à Fort Worth au Texas, est une écrivaine américaine de science-fiction et de fantasy.

## Biographie
Martha Wells est née à Fort Worth au Texas. À l'université A&M du Texas, elle a obtenu un Bachelor of Arts, soit l'équivalent d'une licence, en anthropologie. Elle vit avec son mari à College Station, au Texas. Elle s'est investi dans le fandom science-fiction et fantasy durant ses années universitaires et elle a été présidente de l'AggieCon (en) 17.
En tant qu'écrivaine débutante, elle a participé à de nombreux ateliers et conventions d'écriture, y compris le Turkey City Writer's Workshop (en) dirigé par Bruce Sterling. Elle a ensuite enseigné dans des ateliers d'écriture des ArmadilloCon (en), WorldCon, ApolloCon (en) et Writespace Houston et a été l'invitée spéciale de l'atelier de la FenCon (en) en 2018.
Martha Wells a été maîtresse de cérémonie de la World Fantasy Convention (en) en 2017, pendant laquelle elle a prononcé un discours intitulé « Unbury the Future » sur les créateurs marginalisés dans l'histoire de la science-fiction et de la fantasy, les films et autres médias, et la suppression délibérée de l'existence de ces créateurs. Le discours a été bien reçu et a suscité beaucoup de discussions.
En 2018, Martha Wells a dirigé l'équipe d'écriture dont elle était également l'autrice principale pour la nouvelle extension Dominaria (en) du jeu de cartes Magic : L'Assemblée. En mai 2018, son roman Défaillances systèmes a été huitième sur la liste des meilleures ventes audio du The New York Times.

## Œuvres

### SérieÎle-Rien
1. Le Feu primordial, L'Atalante, coll. « La Dentelle du cygne », no 65, 2002 ((en) The Element of Fire, Tor Books, 1993), trad. Patrick Couton  (ISBN 2-84172-214-7)
2. La Mort du nécromant, L'Atalante, coll. « La Dentelle du cygne », no 42, 2001 ((en) The Death of the Necromancer, Avon eos, 1998), trad. Franck Reichert  (ISBN 2-84172-182-5)

### SérieLa Chute d'Île-Rien
1. Chasseurs de sorciers, L'Atalante, coll. « La Dentelle du cygne », no 150, 2006 ((en) The Wizard Hunters, Eos/HarperCollins, 2003), trad. Anne Belle  (ISBN 2-84172-340-2)
2. Les Vaisseaux des airs, L'Atalante, coll. « La Dentelle du cygne », no 183, 2007 ((en) The Ships of Air, Eos/HarperCollins, 2004), trad. Anne Belle  (ISBN 978-2-84172-384-3)
3. Le Portail des dieux, L'Atalante, coll. « La Dentelle du cygne », no 213, 2009 ((en) The Gate of Gods, Eos/HarperCollins, 2005), trad. Anne Belle  (ISBN 978-2-84172-436-9)

### UniversStar Wars

#### SérieEmpire and Rebellion
Le second tome de cette série a été écrit par James S. A. Corey.
1. (en) Razor's Edge, 2013

### UniversStargate

#### SérieStargate SG-1
1. (en) Reliquary, 2006
2. (en) Entanglement, 2007

### SérieEmilie
1. (en) Emilie and the Hollow World, 2013
2. (en) Emilie and the Sky World, 2014

### SérieBooks of the Raksura
1. (en) The Cloud Roads, 2011
2. (en) The Serpent Sea, 2012
3. (en) The Siren Depths, 2012
4. (en) The Edge of Worlds, 2016
5. (en) The Harbors of the Sun, 2017

### SérieJournal d'un AssaSynth
1. Défaillances systèmes, L'Atalante, coll. « La Dentelle du cygne », 2019 ((en) All Systems Red, 2017), trad. Mathilde Montier  (ISBN 978-2-84172-899-2)Prix Hugo du meilleur roman court 2018, prix Nebula du meilleur roman court 2017 et prix Locus du meilleur roman court 2018
2. Schémas artificiels, L'Atalante, coll. « La Dentelle du cygne », 2019 ((en) Artificial Condition, 2018), trad. Mathilde Montier  (ISBN 979-10-360-0007-2)Prix Hugo du meilleur roman court 2019 et prix Locus du meilleur roman court 2019
3. Cheval de Troie, L'Atalante, coll. « La Dentelle du cygne », 2019 ((en) Rogue Protocol, 2018), trad. Mathilde Montier  (ISBN 979-10-360-0011-9)
4. Stratégie de sortie, L'Atalante, coll. « La Dentelle du cygne », 2019 ((en) Exit Strategy, 2018), trad. Mathilde Montier  (ISBN 979-1-03-600025-6)
5. Effet de réseau, L'Atalante, coll. « La Dentelle du cygne », 2020 ((en) Network Effect, 2020), trad. Mathilde Montier  (ISBN 979-10-360-0054-6)Prix Nebula du meilleur roman 2020, prix Hugo du meilleur roman 2021 et prix Locus du meilleur roman de science-fiction 2021
6. Télémétrie fugitive, L'Atalante, coll. « La Dentelle du cygne », 2021 ((en) Fugitive Telemetry, 2021), trad. Mathilde Montier  (ISBN 979-10-360-0084-3)Prix Locus du meilleur roman court 2022
7. Effondrement système, L'Atalante, coll. « La Dentelle du cygne », 2025 ((en) System Collapse, 2023), trad. Mathilde Montier  (ISBN 979-10-360-0214-4)Prix Locus du meilleur roman de science-fiction 2024

### Romans indépendants
- (en) City of Bones, 1995
- (en) Wheel of the Infinite, 2000
- Roi Sorcier, L'Atalante, coll. « La Dentelle du cygne », 2024 ((en) Witch King, 2023), trad. Mathilde Montier, 464 p.  (ISBN 979-10-360-0198-7)Prix Locus du meilleur roman de fantasy 2024